# Phigalia revocata
Phigalia revocata là một loài bướm đêm trong họ Geometridae.